# 普雷斯帕湖擬鯉
普雷斯帕湖擬鯉（学名：Leucos prespensis）为輻鰭魚綱鯉形目雅羅魚科的其中一種，被IUCN列為次級保育類動物，分布於歐洲希臘普雷斯帕湖，體長可達17公分，可做為食用魚，部分分類將本種列入澤生擬鯉(Leucos basak)的同種異名。